# ميغان جوي
ميغان جوي (بالإنجليزية: Megan Joy)‏ هي مغنية وملحنة وموسيقية ومغنية مؤلفة وممثلة أمريكية، ولدت في 18 سبتمبر 1985 في ساندي في الولايات المتحدة.

## وصلات خارجية
- الموقع الرسمي
- ميغان جوي على موقع IMDb (الإنجليزية)
- ميغان جوي على موقع ميوزك برينز (الإنجليزية)